# سان بونسو
سان بونسو هي بلدية في مدينة تورينو الحضرية، في منطقة بيمنتة الإيطالية، وتقع على بعد حوالي 30 كيلومتر (19 ميل) شمال تورينو.
تقع سان بونسو على حدود البلديات التالية: فالبيرغا، سالاسا، بيرتوسيو، ريفارا، بوسانو، وأوليانيكو.